# Děkan (křesťanství)
Děkan (latinsky decanus; řecky δεκανός, dekanos – obojí původním významem „hlava deseti“, převzato do ostatních jazyků: německy Dekan; francouzsky doyen; italsky a španělsky decano; anglicky dean) je titul hodnostáře z církevního prostředí.

## Římskokatolická církev

Heraldický znak římskokatolického děkana

Nejprve se hodnost „desátníka“ objevila ve středověkých klášterech, kde tito muži dohlíželi vždy nad deseti mnichy a vyučovali je. V dnešní římskokatolické církvi je děkan kněz, který spravuje děkanát/děkanství, tj. církevně-správní okrsek sdružující více farností. V české církevní provincii, která se člení na vikariáty v čele s okrskovým vikářem, je děkan pouze čestný titul duchovního správce významnější farnosti s titulem děkanství. Děkan je rovněž čestný titul významného kněze jemu udělený ad personam. V rámci kardinálského sboru se také vyskytuje funkce děkana kolegia kardinálů coby předsedy tohoto orgánu.
Děkani jsou také hodnostáři katedrálních nebo kolegiátních kapitul (v nichž jsou zpravidla druhými v pořadí, po proboštech). Děkani a probošti katedrálních kapitul v habsburské monarchii směli užívat pontifikálie.

## Pravoslavné církve
Pravoslavné církve funkci děkana mají obdobně jako církev katolická. Hodnostář je nazýván blahočinný, jeho působištěm (okrskem) je blahočiní.

## Protestantské církve
Anglikánská církev používá titulu děkana pro prvního faráře katedrální farnosti nebo kolegiátní kapituly. V některých evangelických církvích nesou titul děkana duchovní určitého většího okrsku zahrnujícího více sborů.

## Známí děkani v českých dějinách
- Kosmas (~1045–1125) – nejvýznamnější český středověký kronikář byl také děkanem pražské svatovítské kapituly
- Vít († 1271) – reformátor chrámového zpěvu a liturgie ve svatovítské kapitule, fundátor řady kostelů
- Kryštof Alois Lautner (1622–1685) – děkan šumperského děkanátu byl známý odpůrce čarodějnických procesů na Šumpersku (sám nakonec též upálen)